# Franciszek Rogaczewski
Franciszek Rogaczewski (ur. 23 grudnia 1892 we wsi Lipinki, obecnie w gminie Warlubie, zm. 11 stycznia 1940 w Gdańsku, według innych źródeł w Stutthofie lub Piaśnicy) – błogosławiony Kościoła katolickiego, męczennik II wojny światowej, polski duchowny katolicki, działacz polski w Wolnym Mieście Gdańsku.

## Droga życiowa
Od 1894 r. mieszkał z rodziną i wychowywał się w Lubichowie. W latach 1913–1918 (z przerwą na służbę wojskową) studiował w seminarium duchownym w Pelplinie, święcenia kapłańskie otrzymał tamże 16 marca 1918. Po święceniach skierowano go do parafii św. Tomasza w Nowym Mieście Lubawskim. Tamże opiekował się młodzieżą i założył m.in. Towarzystwo Młodzieży Katolickiej. Drużyna piłkarska TMK stała się zarzewiem KS Drwęca. W 1920 skierowany do pracy duszpasterskiej w Gdańsku. Pracował jako wikary w parafiach Najświętszego Serca Jezusowego we Wrzeszczu, św. Brygidy i św. Józefa.
Był bardzo aktywnym działaczem i świetnym organizatorem. 25 listopada 1924 r. powołał, wraz z grupą polskich księży, Ligę Katolicką. Był członkiem zarządu i wiceprezesem Macierzy Szkolnej, kapelanem kolejarzy i pracowników Poczty Polskiej w WMG.
31 stycznia 1930 r. biskup Edward O’Rourke mianował go rektorem (z tytułem proboszcza) mającego powstać nowego kościoła pw. Chrystusa Króla. Kościół (zaplanowany jako tymczasowy) został szybko wybudowany i konsekrowany 30 października 1932 r. W następnych latach był to jeden z najważniejszych ośrodków życia religijnego i społecznego gdańskiej Polonii.
Od roku 1935 prowadził starania o powołanie w Gdańsku polskich parafii. 7 października 1937 biskup Edward O’Rourke podpisał dekrety o utworzeniu dwóch polskich parafii personalnych, związanych z osobami ks. Rogaczewskiego (przy kościele Chrystusa Króla) oraz ks. Bronisława Komorowskiego przy kościele św. Stanisława Bpa we Wrzeszczu. W wyniku interwencji narodowych socjalistów decyzja ta została po kilku dniach zawieszona, a sam biskup zrezygnował z urzędu i opuścił Gdańsk.

## Aresztowanie i śmierć

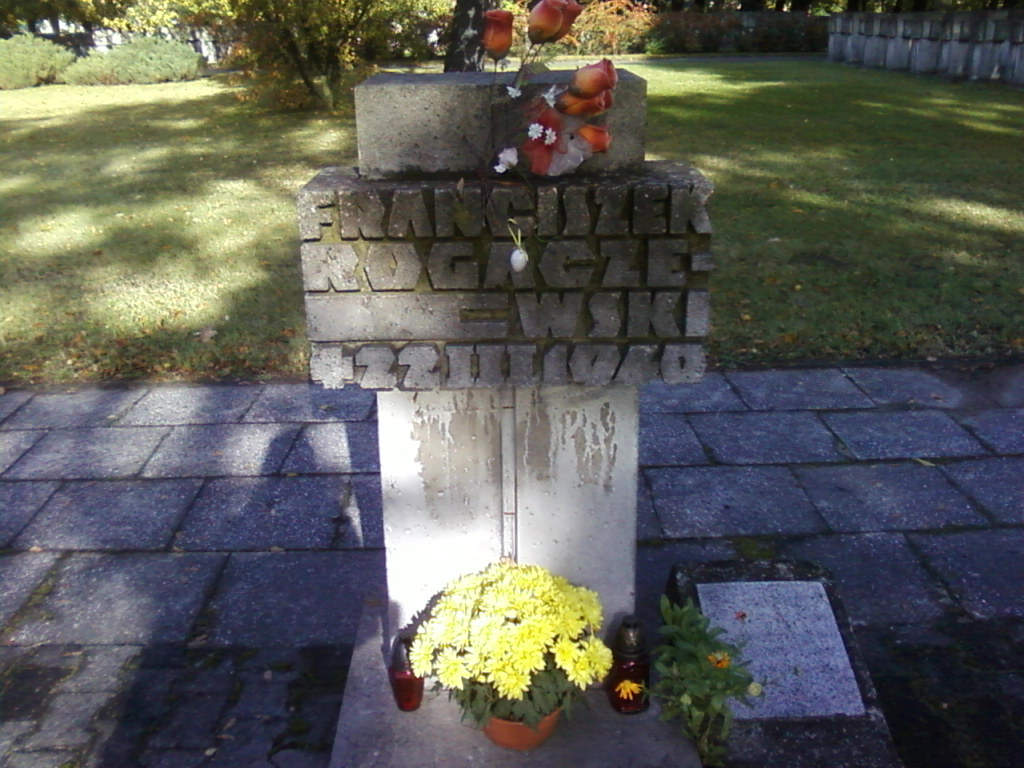
Nagrobek Franciszka Rogaczewskiego

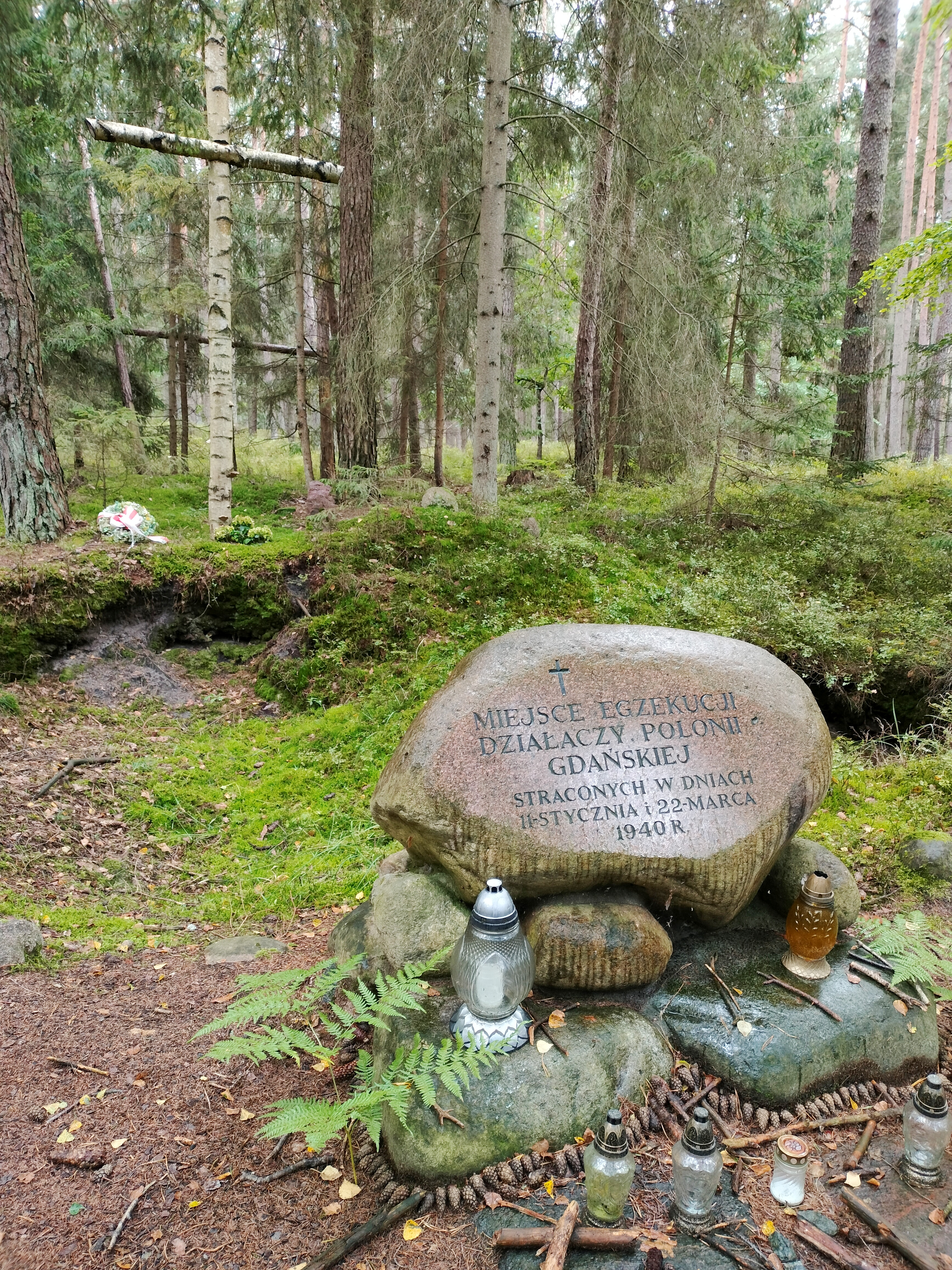
Sztutowo, miejsce egzekucji ks. Franciszka Rogaczewskiego

1 września 1939 r. ksiądz Rogaczewski został aresztowany i osadzony w przejściowym więzieniu dla gdańskich Polaków Victoriaschule, a następnego dnia wysłany w pierwszym transporcie Polaków do niemieckiego obozu koncentracyjnego Stutthof. W obozie był bity i maltretowany. Rozstrzelano go 11 stycznia 1940 r. w Stutthofie w grupie wybitnych przedstawicieli gdańskiej Polonii. Sprecyzowanie daty i miejsca śmierci ks. Rogaczewskiego nastąpiło 20 listopada 1979 roku, kiedy to Okręgowa Komisja Badania Zbrodni Hitlerowskich ogłosiła komunikat z przeprowadzonej ekshumacji grobu odbytej w dniach 10–12 maja 1979 roku. Wraz ze ks. Rogaczewskim zamordowani zostali ks. Bernard Wiecki z Wocław i ks. Władysław Szymański z Sopotu. Komunikat stwierdza, że masowy grób z ich szczątkami odkryto w lesie koło obozu Stutthofu. Szczątki pomordowanych złożono w zbiorowej mogile na Cmentarzu Zasłużonych w Gdańsku Zaspie.

## Upamiętnienie
Imię Rogaczewskiego nosi ulica w Gdańsku. W czerwcu 2017 został patronem zmodernizowanego tramwaju NGd99 Gdańskich Autobusów i Tramwajów o numerze bocznym 1002. 

## Beatyfikacja
Beatyfikację Franciszka Rogaczewskiego ogłoszono 13 czerwca 1999, w grupie 108 błogosławionych męczenników z okresu II wojny światowej.